# Grzegorz Mackiewicz
Grzegorz Bernard Mackiewicz (ur. 8 lutego 1975 w Pabianicach) – polski samorządowiec, w latach 2011–2014 wiceprezydent, a od 2014 prezydent Pabianic.

## Życiorys
Absolwent Wydziału Prawa i Administracji Uniwersytetu Łódzkiego. Pracował jako kierownik biura rady powiatu pabianickiego oraz naczelnik wydziału w starostwie powiatowym. Był też marketingowcem w prywatnym przedsiębiorstwie.
W 1998 po raz pierwszy został wybrany na radnego Pabianic z ramienia AWS, z rekomendacji Niezależnego Zrzeszenia Studentów. Mandat radnego uzyskiwał następnie z lokalnych komitetów w 2002, 2006 i 2010. Był przewodniczącym rady miejskiej, zaś w 2011 objął stanowisko zastępcy prezydenta.
W wyborach w 2014 z powodzeniem ubiegał się o prezydenturę Pabianic jako kandydat KWW Blok Samorządowy Razem, wygrywając w drugiej turze głosowania z wynikiem około 63% głosów. W wyborach w 2018 ponownie został wybrany na prezydenta Pabianic, otrzymując w pierwszej turze głosowania 72% głosów. Startował z ramienia Koalicji dla Pabianic, w skład której wchodził jego macierzysty BSR, a także PO, Nowoczesna, PSL i SLD. Również w wyborach w 2024 uzyskał reelekcję już w pierwszej turze z wynikiem 56% głosów.